# Siergiej Wierlin
Siergiej Wierlin (ros. Сергей Верлин, ur. 7 października 1974) – rosyjski kajakarz, brązowy medalista olimpijski z Atlanty.
Zawody w 1996 były jego jedynymi igrzyskami olimpijskimi. Zajął trzecie miejsce w czwórce kajakowej na dystansie 1000 metrów, tworzyli ją ponadto Oleg Gorobij, Gieorgij Cybulnikow i Anatolij Tiszczenko. Wielokrotnie był medalistą mistrzostw świata. Zdobył złoto w kajakowej czwórce na trzech dystansach - 200, 500 i 1000 metrów - w 1994, w kajakowej czwórce na dystansie 500 metrów w 1995 i w 1997 na 200 metrów. Sięgał po srebro w kajakowej czwórce na dystansie 200 metrów w 1995 i w dwójce w 1998, był trzeci w czwórce 1993 na dystansie 10000 metrów i na dystansie 1000 metrów w 1998. Zdobył trzy medale mistrzostw Europy (K-4 200 m srebro i K-4 500 m brąz w 1997; K-2 200 m brąz w 1999).